# روفانو
روفانو (بالإيطالية: Ruffano)‏ هي بلدية في مقاطعة ليتشي في إقليم بوليا الإيطالي.

## السكان
في سنة 1861 بلغ عدد السكان 3٬361 نسمة، وتطور العدد ليصل في سنة 2011 لـ 9٬854 نسمة.
يظهر هذا المخطط البياني تطور النمو السكاني لـ روفانو